# 청색산맥
청색산맥 혹은 에레드 루인으로 불리기도 한다. 벨레리안드가 침수되자 놀도르 대왕 길 갈라드가 이 산맥을 넘어 린돈에서 요정을 다스렸고, 참나무방패 소린이 이 산맥에서 활동한 기록이 있다. 《실마릴리온》의 주된 시대적 배경 태양의 1시대에는 벨레리안드 동쪽의 산맥으로 인식 했으나, 《반지의 제왕》이 직,간접적 시대적 배경이 되는 태양의 2, 3시대에 청색산맥 서쪽은 벨레가에르 대해였으므로, 서쪽 땅의 끝으로 순식간에 위치에 대한 인식이 변했다.
바다가 근처에 있었기에 가까운 곳에 항구도 존재 했는데 간달프와 같은 이스타리가 가운데땅에 오는 데 사용된 유명한 항구 회색 항구가 있었다. 그 외에도 포를린돈. 하를린돈도 그 근처에 존재했다.